# Östadkulle
Östadkulle är en tätort i Vårgårda kommun i Västergötland. Tätorten ligger mellan Vårgårda och Alingsås.

## Befolkningsutveckling
År 1990 räknade SCB orten som småort med namnet Östadkulle + Sadelsten.
| Befolkningsutvecklingen i Östadkulle 1995–2020                                | Befolkningsutvecklingen i Östadkulle 1995–2020 | Befolkningsutvecklingen i Östadkulle 1995–2020 | Befolkningsutvecklingen i Östadkulle 1995–2020 | Befolkningsutvecklingen i Östadkulle 1995–2020 |
| ----------------------------------------------------------------------------- | ---------------------------------------------- | ---------------------------------------------- | ---------------------------------------------- | ---------------------------------------------- |
|                                                                               |                                                |                                                |                                                |                                                |
| År                                                                            |                                                |                                                | Folkmängd                                      | Areal (ha)                                     |
| 1990                                                                          | 1990                                           |                                                | 168                                            | 24#                                            |
| 1995                                                                          | 1995                                           |                                                | 257                                            | 28                                             |
| 2000                                                                          | 2000                                           |                                                | 254                                            | 28                                             |
| 2005                                                                          | 2005                                           |                                                | 246                                            | 28                                             |
| 2010                                                                          | 2010                                           |                                                | 245                                            | 28                                             |
| 2015                                                                          | 2015                                           |                                                | 401                                            | 65                                             |
| 2020                                                                          | 2020                                           |                                                | 430                                            | 83                                             |
| Anm.: Ny tätort 1995. Sammanvuxen 2015 med Furulund och Brotorp # Som småort. |                                                |                                                |                                                |                                                |

## Samhället
Söder om Östadkulle ligger Lena skola (en F-6-skola).

## Idrott
Östadkulle SK har fotboll som huvudsyssla. Klubben bildades 1951.